# 溫州肯恩大學
溫州肯恩大學（英語：Wenzhou-Kean University）是一所具有独立法人资格的「中外合作大學」。位於浙江省溫州市甌海區丽岙街道。校园规划用地 3000亩，其中一期建设用地1056亩，建筑面积32.27万平方米，总投资约15亿元。2006年，时任浙江省委书记的习近平到访肯恩大学，并亲自推动设立了温州肯恩大学。该校也是浙江省第一所中美合作大学。溫州的友好城市美国新泽西州联合县的肯恩大學與溫州市教育局合作辦學。2011年将启动一期建设。建成后，学校将采用英语教学，开设本科、研究生课程，美国肯恩大学将提供师资和管理人员，学生考试合格颁发温州肯恩大学毕业证书、温州肯恩大学学士学位证书和美国肯恩大学学士学位证书。2011年11月16日，国家教育部批准创办温州肯恩大学。2014年3月31日，国家教育部正式批准设立温州肯恩大学。2018年，首届本科生毕业。2019年11月，学校获教育部批复开展外国硕士、博士学位教学。同年，学校也获批设立TOFEL（托福）、GRE（美国研究生入学考试）考点。2021年11月，温州肯恩大学举行办学十周年庆祝大会。

## 学术

### 学院
温州肯恩大学分成5个学院和多样化的学习场所。
- 人文学院
- 商务与公共管理学院
- 理工学院
- 建筑与设计学院
- 教育学院

### 学士学位教育
经教育部批准，截至2021年，温州肯恩大学目前已经设立的本科专业有：
商务与公共管理学院
1. 会计学（国际会计方向）
2. 市场营销（国际方向）
3. 金融学（国际金融方向）
4. 管理科学（商业分析方向）
5. 管理科学（国际供应链和信息管理方向）
6. 国际商务
7. 经济学

理工学院
1. 数学与应用数学（数据分析方向）
2. 计算机科学与技术
3. 生物科学
4. 环境科学
5. 化学

建筑与设计学院
1. 建筑学
2. 视觉传达设计
3. 产品设计
4. 环境设计

人文与社科学院
1. 心理学
2. 心理学（法律心理学方向）
3. 英语（国际应用方向）
4. 传播学（公共关系方向）

### 硕博士研究生教育
温州肯恩大学目前开设了如下8个硕士专业，以及3个博士专业：
1. 计算机信息系统（理学硕士）
2. 国际英语教学（文学硕士）
3. 国际工商管理（工商管理硕士）
4. 生物技术科学（理学硕士）
5. 心理学（文学硕士）
6. 教育管理（文学硕士）
7. 建筑学（建筑学硕士）
8. 国际会计（理学硕士）

1. 教育领导学（教育学专业博士）
2. 教育心理咨询与督导（哲学博士）
3. 教育与临床心理学（心理学专业博士）

### 科研机构
1. 浙江省肯恩创业创新研究院
2. 温州肯恩大学 — 温州经济技术开发区战略合作平台
3. 温州肯恩大学-杭州市上城区人民政府战略合作平台
4. 温州肯恩大学自闭症研究中心
5. 亚洲产业竞争力研究院
6. 温州肯恩大学创意城市研究中心
7. 温州肯恩大学慈善公益研究中心
8. 温州肯恩大学公共建筑设计研究院
9. 温州肯恩大学中美人文交流研究中心
10. 温州肯恩大学品牌发展研究院
11. 温州肯恩大学交互式学习及沉浸式虚拟现实研究院
12. 温州肯恩大学社会与当代计算研究院

## 外部連結
- 温州肯恩大学官網 （页面存档备份，存于）
- 美国肯恩大学官網 （页面存档备份，存于）